# Chiomonte
Chiomonte (piemontesisch Cimon, okzitanisch und französisch Cháumount) ist eine italienische Gemeinde (comune) in der Metropolitanstadt Turin (TO), Region Piemont.

## Lage und Einwohner
Chiomonte liegt auf einer Höhe von 750 m s.l.m. im oberen Susatal, in Luftlinie etwa 60 km westlich von Turin. Das Gemeindegebiet umfasst eine Fläche von 26 km² und hat 859 Einwohner (Stand 31. Dezember 2023). Die Gemeinde besteht aus den Fraktionen Frais und Ramat sowie aus den Weilern Cels und Sant’Antonio. Die Nachbargemeinden sind Giaglione, Exilles, Gravere und Usseaux. Sie ist Mitglied in der Comunità Montana Alta Valle di Susa.

## Bildgalerie

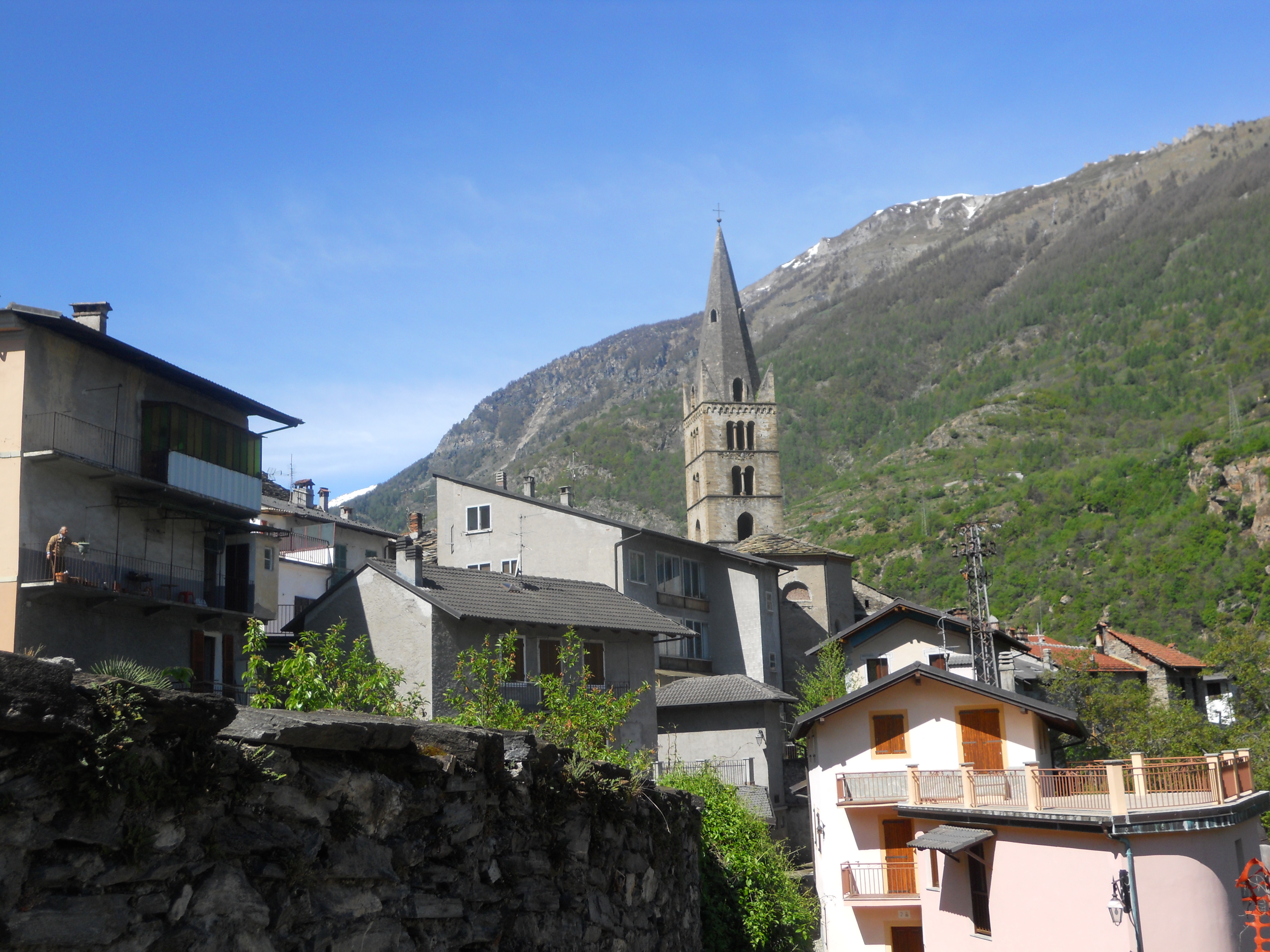
Campanile der Pfarrkirche Santa Maria
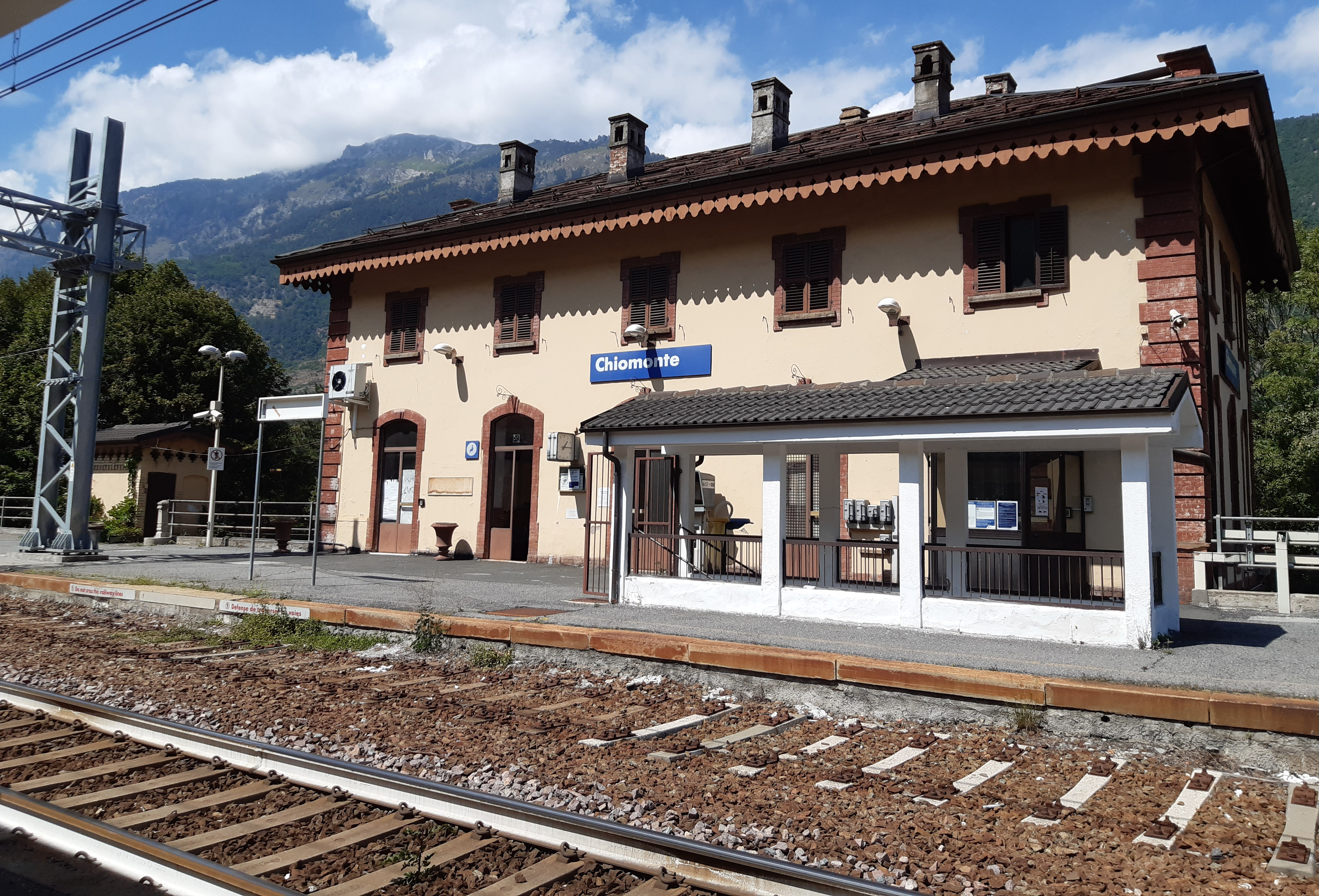
Bahnhof
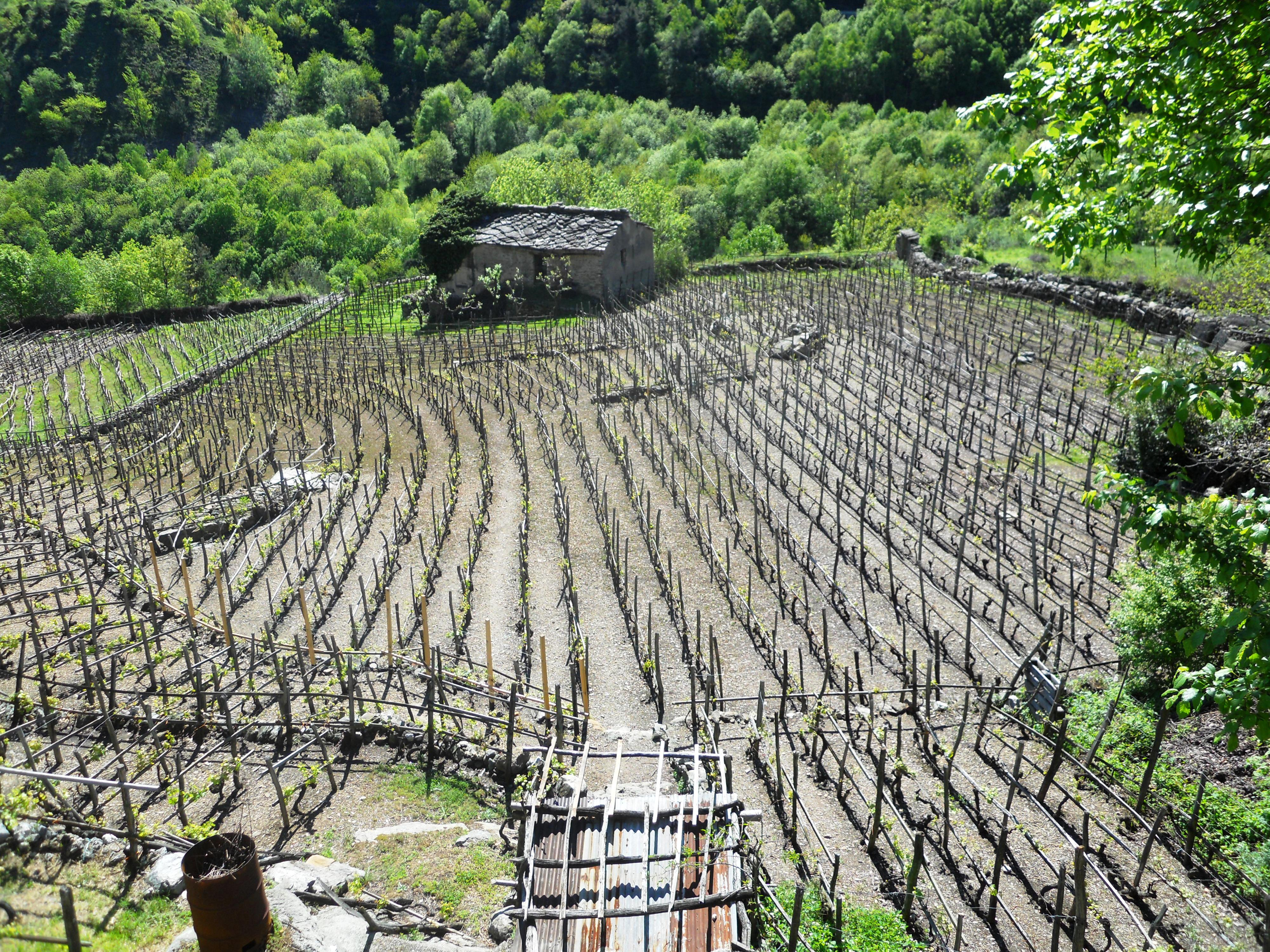
Weinberge in Chiomonte
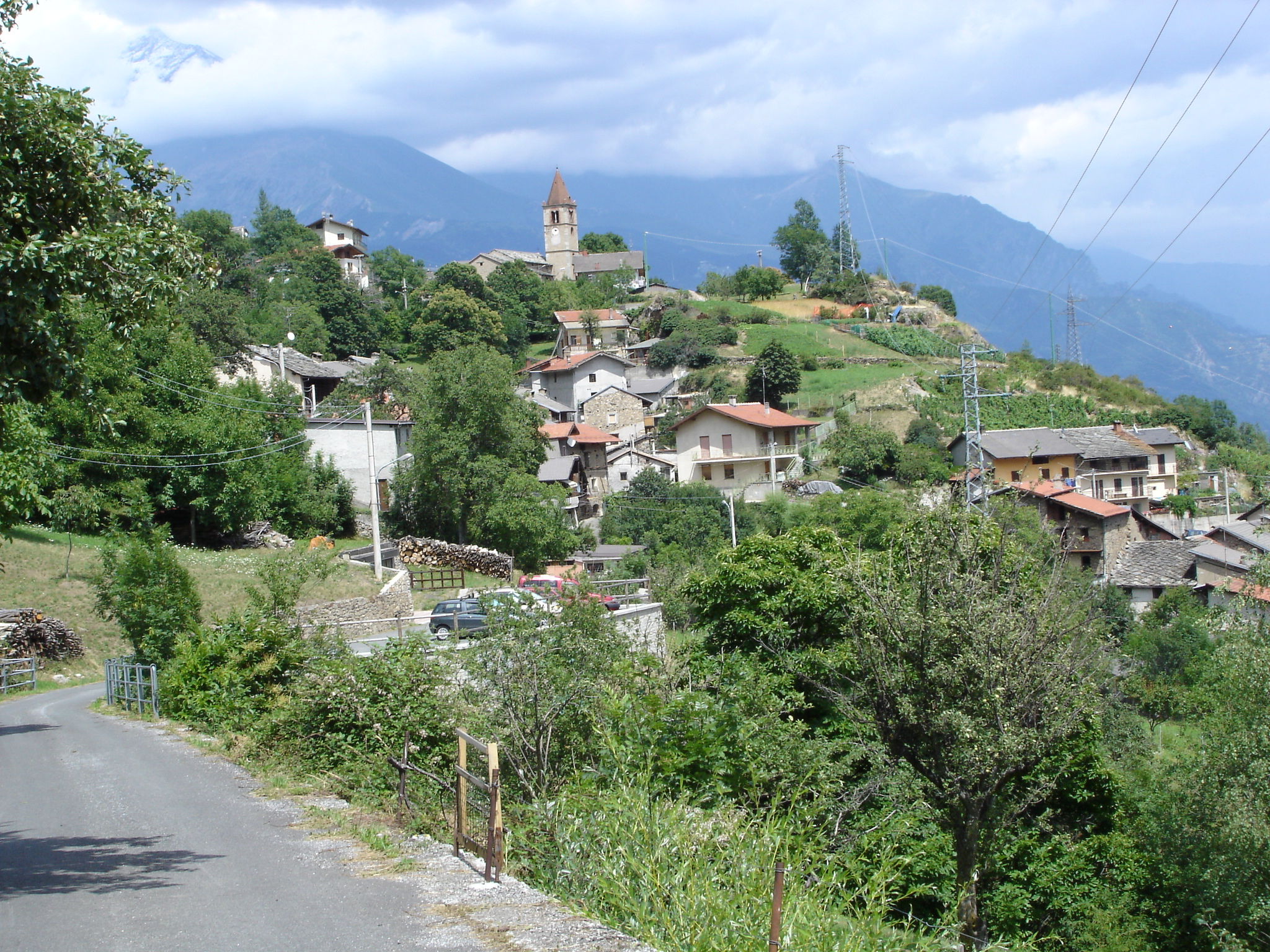
Die Fraktion Ramat
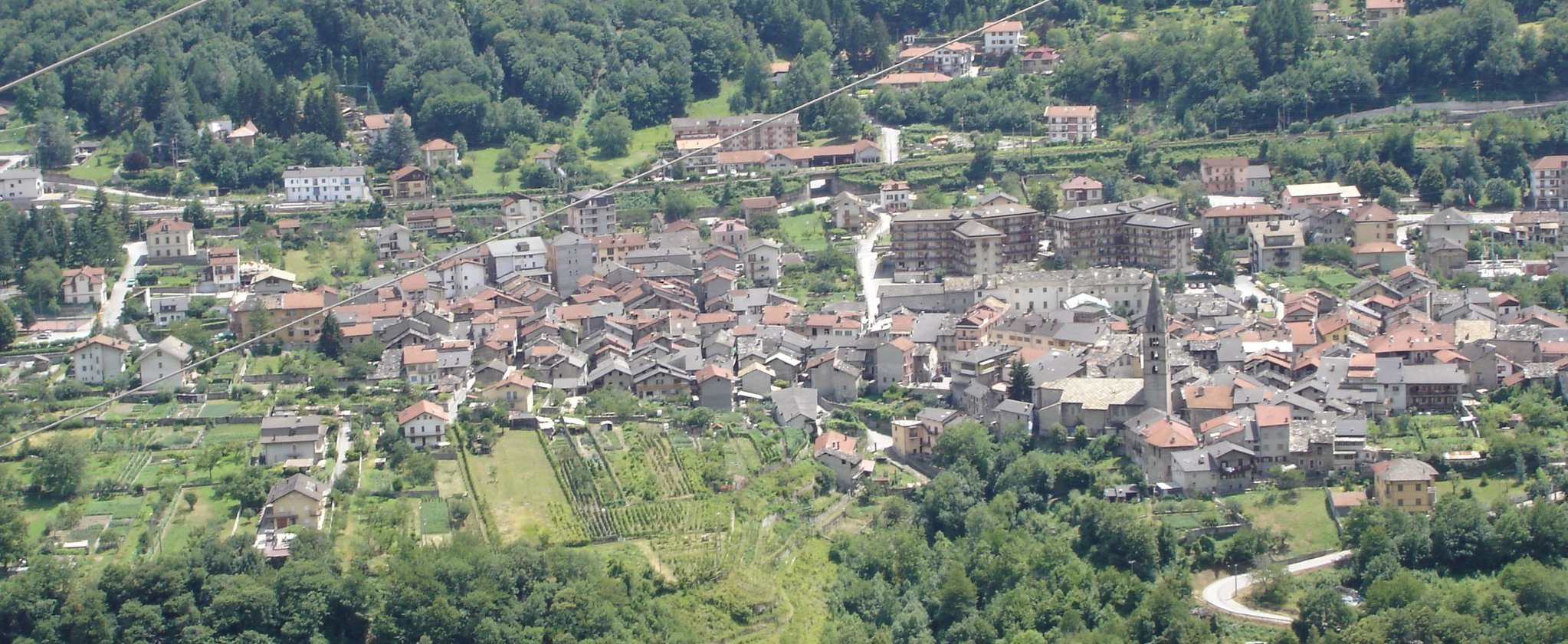
Panorama

## Persönlichkeiten
- Giorgio Des Geneys (1761–1839), Admiral des Königreiches Sardinien-Piemont
- Bruno Piazzalunga (* 1945), Skirennläufer